# Dame-Leichtfiguren-Endspiel
Als Dame-Leichtfiguren-Endspiele werden Schachendspiele ohne Türme bezeichnet, in denen die eine Partei mindestens eine Dame und die andere Partei mindestens eine Leichtfigur (Springer oder Läufer) besitzt. Im Gegensatz zu Turm-Leichtfiguren-Endspielen kommen solche Endspiele seltener in der Partiepraxis vor.

## Endspiele ohne Bauern

### Dame gegen Leichtfigur
|   | a | b | c | d | e | f | g | h |   |
| 8 |   |   |   |   |   |   |   |   | 8 |
| 7 |   |   |   |   |   |   |   |   | 7 |
| 6 |   |   |   |   |   |   |   |   | 6 |
| 5 |   |   |   |   |   |   |   |   | 5 |
| 4 |   |   |   |   |   |   |   |   | 4 |
| 3 |   |   |   |   |   |   |   |   | 3 |
| 2 |   |   |   |   |   |   |   |   | 2 |
| 1 |   |   |   |   |   |   |   |   | 1 |
|   | a | b | c | d | e | f | g | h |   |

|   | a | b | c | d | e | f | g | h |   |
| 8 |   |   |   |   |   |   |   |   | 8 |
| 7 |   |   |   |   |   |   |   |   | 7 |
| 6 |   |   |   |   |   |   |   |   | 6 |
| 5 |   |   |   |   |   |   |   |   | 5 |
| 4 |   |   |   |   |   |   |   |   | 4 |
| 3 |   |   |   |   |   |   |   |   | 3 |
| 2 |   |   |   |   |   |   |   |   | 2 |
| 1 |   |   |   |   |   |   |   |   | 1 |
|   | a | b | c | d | e | f | g | h |   |

Das Endspiel Dame gegen Leichtfigur ist fast immer elementar gewonnen.
In Ausnahmefällen kann durch Kombination verschiedener Motive wie Fessel und Patt, Dauerschach, Gabel oder Spieß noch Remis erreicht werden.
Diagramm links:

Remis nach 1. Lh4–f2 Db6xf2 patt.
Diagramm rechts:

Dauerschach nach 1. Sg4–h6+ Kg8–h8 2. Sh6–f7+ oder Tote Stellung mit nur noch beiden Königen, wenn sich die Dame gegen den Springer hergibt.

### Dame gegen zwei Leichtfiguren
Das Endspiel Dame gegen zwei Leichtfiguren ist mehrheitlich gewonnen für die Damepartei. Die Leichtfigurenpartei kann Remis halten, wenn ihr König und die beiden Figuren eine Festung aufbauen können. Zwei Springer gegen eine Dame bestehen erfolgreich, wenn sie sich nebeneinander in der Nähe ihres Königs aufhalten. 
|   | a | b | c | d | e | f | g | h |   |
| 8 |   |   |   |   |   |   |   |   | 8 |
| 7 |   |   |   |   |   |   |   |   | 7 |
| 6 |   |   |   |   |   |   |   |   | 6 |
| 5 |   |   |   |   |   |   |   |   | 5 |
| 4 |   |   |   |   |   |   |   |   | 4 |
| 3 |   |   |   |   |   |   |   |   | 3 |
| 2 |   |   |   |   |   |   |   |   | 2 |
| 1 |   |   |   |   |   |   |   |   | 1 |
|   | a | b | c | d | e | f | g | h |   |

Gegen einen Läufer und einen Springer sowie gegen das Läuferpaar gewinnt die Damepartei theoretisch fast immer, wobei der Gewinn gegen die Läufer manchmal sehr kompliziert und langwierig ist. Die Diagrammstellung zeigt ein Beispiel für eine Gewinnstellung der Damepartei gegen Läufer und Springer:
1. Db6 Le5 2. Db3 Ld4 3. Kb2 Lf6 4. Da3 Ke4 5. Db4+ Kf5 6. Kb3 Sd5 7. Db7 Sf4 8. Kc4 Le5 9. Dd7+ Kg5 10. Dc8 Lf6 11. Dc5+ Kg4 Nun führt Weiß ein Dreiecksmanöver mit der Dame aus, um die Zugpflicht auf Schwarz zu übertragen. 12. Da5 Lg7 13. Dc7 Lf6 14. Dc5 Lh4 Nicht 14. … Lg7? 14. Dg1+ 15. Dd4 Kf5 16. Dd7+ Ke5 17. Dc7+ Kf5 18. Dh7+ Sg6 19. Kd5 Lf6 20. Dh3+ Kg5 21. Dg2+ Kf5 22. De4+ Kg5 23. Ke6 Sf4+ 24. Kf7 Lb2 25. Db7 Le5 26. Dd7 Sh5 27. De7+ Kf5 28. De6+ Kf4 29. Dh6+ Kg4 30. Dg6+ Kh4 31. De4+ Lf4 32. Kg6 Kg4 33. De2+ Kg3 34. Kxh5 und gewinnt.
Insbesondere gegen das Läuferpaar kann die Gewinnführung, beiderseits optimales Spiel angenommen, an der 50-Züge-Regel scheitern. Gegen zwei Läufer gleicher Felderfarbe, was praktisch nie vorkommt, gewinnt die Dame relativ einfach.

### Dame und Leichtfigur gegen Dame
In den meisten Fällen ist das Endspiel Dame und Leichtfigur gegen Dame remis. Falls die stärkere Seite zum konzentrierten Angriff kommt, ist jedoch oftmals ein Gewinn möglich, der auf Zugzwangstellungen beruhen kann. Das Endspiel wurde besonders von dem belgischen Schachkomponisten Julien Vandiest untersucht.

### Dame gegen drei Leichtfiguren
Das Endspiel Dame gegen drei Leichtfiguren ist meistens remis. Die Damepartei hat etwas bessere Siegchancen, muss aber gelegentlich aufpassen, die Dame nicht durch eine Gabel oder einen Spieß zu verlieren. Die Leichtfigurenpartei hingegen muss darauf achten, keine ihrer Figuren durch einen Doppelangriff oder Spieß zu verlieren.

## Endspiele mit Bauern

### Dame gegen Leichtfigur und Bauer
Das Endspiel Dame gegen Leichtfigur und Bauer ist in aller Regel gewonnen für die Damepartei. Ausnahmen gibt es, wenn der Bauer auf seine siebte Reihe vorgerückt ist und von König oder Leichtfigur unterstützt wird. In diesen Fällen kann die Leichtfigurenpartei oft remis erreichen; manchmal kann sie eine der wenigen Remisstellungen des Endspiels Dame gegen Bauer anstreben.

### Dame gegen zwei Leichtfiguren und Bauer
Im Endspiel Dame gegen zwei Leichtfiguren und Bauer hat die Damepartei mehrheitlich Gewinnaussichten. Doch die Leichtfigurenpartei kann in einem Teil der Fälle Remis halten und in wenigen Ausnahmefällen sogar gewinnen.